# George Kelly (commediografo)
George Kelly, all'anagrafe George Edward Kelly, (Filadelfia, 16 gennaio 1887 – Bryn Mawr, 18 giugno 1974), è stato un commediografo, sceneggiatore e regista teatrale statunitense.
Vincitore nel 1926 del Premio Pulitzer con Craig's Wife, il commediografo era lo zio di Grace Kelly.

## Biografia
Nato a Filadelfia, secondogenito tra dieci fratelli (uno dei quali era il finanziere e campione olimpico John Brendan Kelly Sr.), George Kelly cominciò la sua carriera teatrale lavorando nel vaudeville: esordì come attore ma cominciò anche a proporsi come autore di sketch. Ben presto, acquisì fama per le sue commedie satiriche tra cui vanno ricordate The Torch-Bearers del 1922 e The Show Off del 1924.

## Vita privata
Kelly mantenne sempre in gran segreto la relazione - durata 55 anni, fino alla morte - con il suo compagno William Weagley. Weagley, che passava per essere il cameriere di Kelly, non venne neanche invitato al suo funerale.

## Spettacoli teatrali
- Hamlet, di William Shakespeare (Broadway, 23 aprile 1912) - attore
- The Torch Bearers di George Kelly (Broadway, 29 agosto 1922) - autore e regista
- The Show Off di George Kelly (Broadway, 5 febbraio 1924) - autore
- Craig's Wife, di George Kelly (Broadway, 12 ottobre 1926) - autore e regista
- Daisy Mayme, George Kelly (Broadway, 25 ottobre 1927) - autore e regista
- A la Carte (musical), libretto di George Kelly (Broadway, 17 agosto 1927) - autore
- Behold the Bridegroom, di George Kelly (Broadway, 26 dicembre 1927) - autore e regista
- Maggie the Magnificent, di George Kelly (Broadway, 21 ottobre 1929) - autore e regista
- Philip Goes Forth di George Kelly (Broadway, 12 gennaio 1931) - autore e regista
- The Show Off di George Kelly (Broadway, 12 dicembre 1932) - autore
- Reflected Glory di George Kelly (Broadway, 21 settembre 1936) - autore e regista
- The Show Off di George Kelly (Broadway, 5 marzo 1937) - autore
- The Deep Mrs. Sykes di George Kelly (Broadway, 19 marzo 1945) - autore e regista
- The Fatal Weakness di George Kelly (Broadway, 19 novembre 1946) - autore e regista
- Craig's Wife, di George Kelly (Broadway, 12 febbraio 1947) - autore e regista
- The Show Off di George Kelly (Broadway, 31 maggio 1950) - autore
- The Show Off di George Kelly (Broadway, 5 dicembre 1967) - autore
- The Show Off di George Kelly (Broadway, 13 settembre 1968) - autore
- The Show Off di George Kelly (Broadway, 5 novembre 1992) - autore

## Filmografia

### Sceneggiatore (parziale)
- The Show Off, regia di Malcolm St. Clair - lavoro teatrale (1926)
- Craig's Wife, regia di William C. de Mille - lavoro teatrale  (1928)
- The Flattering Word, regia di Bryan Foy - sceneggiatore (1929)
- Finders Keepers
- Poor Aubrey, regia di Bryan Foy - lavoro teatrale (1930)
- Il tesoro del fiume (Old Hutch), regia di J. Walter Ruben - sceneggiatura (1936)
- Too Busy to Work, regia di Otto Brower - lavoro teatrale (1939)